# Alarico Gattia

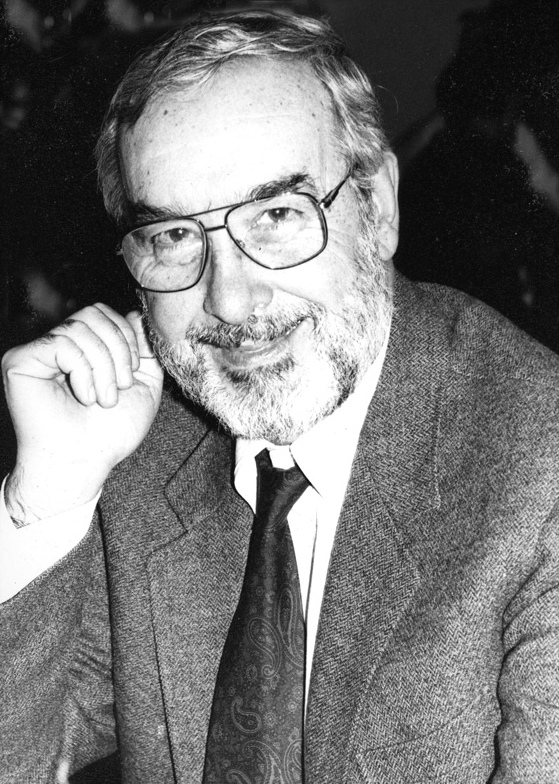
Alarico Gattia 1996

Alarico Gattia (* 9. Dezember 1927 in Genua; † 3. September 2022) war ein italienischer Comiczeichner, -autor und Illustrator.
Gattia arbeitete zunächst als Werbezeichner, danach war er viele Jahre als Illustrator für den Verlag Mondadori tätig. Im Jahr 1968 schrieb und illustrierte Gattia zwei Bücher über amerikanische Waffen. In dieser Zeit begann auch seine Comickarriere mit Veröffentlichungen in den Zeitschriften Corriere dei Piccoli, Horror und Diabolik. Für Il Giornalino illustrierte Gattia mehrere Comicadaptionen literarischer Werke. Im Jahr 1977 begann die Zusammenarbeit mit Bonelli, für den er unter anderem zwei Comics in der Reihe Ein Mann, ein Abenteuer zeichnete und textete.
Gattia wurde im Jahr 1984 mit dem Yellow Kid ausgezeichnet.